# Cristian Manfredi
Cristian Manfredi (Olivos, Buenos Aires, 9 de junio de 1973) es un exfutbolista argentino. Se desempeñaba como defensor. Actualmente es entrenador de futbol.
Se formó como entrenador en el club Ferro Carril Oeste en el año 2008 dirigiendo la sexta división, permaneció allí durante 2 años hasta que en el año 2010 pasa al Club River Plate para hacerse cargo de la séptima división saliendo campeón con la categoría 1994 en el año 2010, el equipo contaba con jugadores como Sebastián Driussi, Guido Rodríguez, Lucas Ocampos entre otros. 
En el año 2013 pasa a trabajar en las divisiones formativas del Club San Lorenzo de Almagro dirigiendo la cuarta división y siendo asistente técnico de la Reserva del club, con la Cuarta División sale campeón en el año 2014 y al año siguiente sale nuevamente campeón con la Reserva del club en el año 2015.
Su carrera como entrenador profesional comienza en el año 2017 cuando asume como asistente técnico de Claudio Biaggio en el plantel profesional del Club San Lorenzo de Almagro permaneciendo hasta fines del 2018 logrando clasificar a la institución a la Copa Libertadores del año 2019.
En el año 2020/2021 toma el cargo como director técnico del club Deportivo Armenio de la Primera B Metropolitana. 
En el año 2022 dirige el Club Talleres de Remedios de Escalada. 
Comenzando el año 2023 se suma al cuerpo técnico de Lucas Bovaglio como asistente técnico del club Instituto de Cordoba de la primera división del futbol argentino. 
En el año 2024 pasa al Club Guarani de Paraguay con el mismo cuerpo técnico de Bovaglio.
En el segundo semestre del 2024 pasa al Club Palestino de Chile  al cuerpo técnico de Bovaglio llegando a octavos de final de copa Sudamericana y clasificando en cuarto lugar del torneo local, logrando clasificar a la Copa Sudamericana de 2025.

## Clubes como jugador
| Club             | País      | Año       |
| ---------------- | --------- | --------- |
| Platense         | Argentina | 1992-1993 |
| Talleres (RdE)   | Argentina | 1994-1996 |
| San Martín (SJ)  | Argentina | 1996-1999 |
| Instituto (Cba.) | Argentina | 1999-2000 |
| Talleres (Cba.)  | Argentina | 2000-2003 |
| Olimpo (BB)      | Argentina | 2003-2004 |
| Instituto (Cba.) | Argentina | 2004-2005 |